# Jerzy Cisowski
Jerzy Maciej Cisowski (ur. 2 czerwca 1946 w Tarnowie) – polski konstruktor szybowcowy i samolotowy, specjalizujący się w konstrukcjach ultralekkich.

## Życiorys
Syn Władysława i Janiny z domu Tokarskiej, miał czworo rodzeństwa. Maturę zdał w 1964 w I Liceum Ogólnokształcącym w Tarnowie, następnie rozpoczął studia na Wydziale Mechanicznym Energetyki i Lotnictwa Politechniki Warszawskiej. W czasie studiów należał do Koła Naukowego Lotników i brał udział w projektowaniu samoloty EM-5A.
W 1972 uzyskał dyplom magistra inżyniera i rozpoczął pracę w Ośrodku Badawczo-Rozwojowym Sprzętu Komunikacyjnego WSK Mielec, gdzie kontynuował prace nad samolotem EM-5A. Wszedł w skład zespołu pracującego nad samolotem PZL M18 Dromader.
W 1976 został zatrudniony w Instytucie Lotnictwa Politechniki Rzeszowskiej, następnie przeniósł się do Wytwórni Sprzętu Komunikacyjnego PZL Kraków, gdzie zajmował się pracami nad zespołem chłodzącym śmigłowca PZL W-3 Sokół. W 1981 został starszym projektantem w Biurze Projektów Przemysłu Wyrobów Metalowych, a od 1986 rozpoczął pracę w Zakładzie Remontów i Produkcji Sprzętu Lotniczego założonego przez Edwarda Margańskiego. Tu nadzorował remonty szybowców.
Po przeniesieniu zakładów do Bielska-Białej wspólnie z inż. Edwardem Margańskim opracował szybowiec S-1 Swift. Od 1992 pracował w Przedsiębiorstwie Doświadczalno-Produkcyjnym Szybownictwa PZL Bielsko, gdzie był kierownikiem Laboratorium Wytrzymałości Materiałów i Konstrukcji. Równolegle pracował w Serwisie Samolotów Historycznych J. Karsiewicz przy porządkowaniu dokumentacji samolotu Bücker Bü 131 Jungmann. Uczestniczył też w pracach Stowarzyszenia Lotnictwa Eksperymentalnego EAA 1991 przy budowie repliki samolotu RWD-5R oraz opracował projekt amatorskiego samolotu Tukan.
Brał udział w tworzeniu szybowca S-1 Swift, narysował większość dokumentacji. W latach 1994–1995, na bazie tego szybowca, opracował projekt nowego szybowca Twist Master. W 1996 rozpoczął pracę w firmie „Remos sp. z o.o.” brał udział w projektowaniu samolotu G-3 Mirage.
Wszedł w skład zespołu konstruktorskiego projektującego samolot transoceaniczny BSSA-B2. W latach 2003–2004 opracował dla inwestora Tahira Nazira Dennisa samolot ultralekki Sky Cruiser, który został wyprodukowany w 2005 w Poznaniu. W 2009 opracował jego udoskonaloną wersję Speed Cruiser. Od 2007 jest pracownikiem Instytutu Techniki Lotniczej i Mechaniki Stosowanej Politechniki Warszawskiej, gdzie pracował nad samolotem sportowym Opal-1 oraz bezzałogowcem rozpoznawczym PW-141 Samonit. W 2009 pracował przy konstruowaniu szybowca Axel i prowadził jego próby statyczne.